# Frank Lloyd Wright
Frank Lloyd Wright, ameriški arhitekt, notranji oblikovalec, pisec in pedagog valižanskega rodu, * 8. junij 1867, Richland Center, Wisconsin, Združene države Amerike, † 9. april 1959, Phoenix, Arizona.
Wright je bil predstavnik art nouveauja, za tem t. i. organske arhitekture. Načrtoval je več kot 1000 projektov, od katerih je bilo materializiranih več kot 500. Poleg tega je napisal 20 knjig in mnogo člankov o arhitekturi ter predaval v ZDA in Evropi. Ameriško združenje arhitektov ga je leta 1991 razglasilo za največjega ameriškega arhitekta vseh časov.

## Življenjepis
Frank Lloyd Wright (1867-1959) je bil največji arhitekt, ki se je kdajkoli rodil v Ameriki. Rodil se je le dve leti po koncu ameriške državljanske vojne in bil tako priča izrednih sprememb, ki so se zgodile v svetu od konca 19. stoletja do sredine 20. stoletja. V svoji sedemdesetletni karieri je v celoti izkoristil priložnosti znanstvenega in tehnološkega napredka svojega časa, ne da bi izgubil duhovne in romantične vrednote 19. stoletja, s katerimi je odraščal.
Wright je bil rojen v podeželskem Wisconsinu leta 1867, kot sin Williama Careya Wrighta, dobro izobraženega glasbenika in skladatelja iz družine intelektualcev iz Nove Anglije in Anne Lloyd-Jones, hčerke pridigarja, ki se je izselil iz Walesa v svobodnejšo Ameriko, ko so njegove ideje postale preveč radikalne za valižanske razmere. Leta 1877 se je z družino preselil v Madison v Wisconsinu. Wright je vedno trdil, da mu je bila poklicna izbira arhitekture vnaprej določena po materi. Mati je želela, da bi njen sin, ko odraste, gradil lepe stavbe in mu kazala gravure starih angleških katedral. Že v vrtcu mu je Friedrich Froebel, nemška pedagoginja in izumiteljica "vrtca", prebudila smisel za "ritmične strukture v naravi". 
V letih 1879-1883 se je šolal na drugi šoli v okrožju Madison. Po kratkem obiskovanju univerze v Wisconsinu, kjer je hodil na tečaj mehanskega risanja in osnove matematike, je Wright odpotoval v Chicago, kjer je več mesecev preživel v pisarni JL Silsbeeja, preden je našel zaposlitev v znanem biroju Adler in Sullivan. Leta 1893 je ustanovil svoj biro.
V naslednjem desetletju je preoblikoval ameriško stanovanjsko hišo in v predmestju Chicaga ustvaril tisto, kar je postalo znano kot Prairie Style (perijski stil). V prizadevanju za ponovno opredelitev ameriške arhitekture se je odločno odmaknil od evropskih modelov, ki so določali standarde do takrat. Znižal je višino stavb, odpravil kleti (če je le bilo mogoče) in podstrešja in iz škatlaste viktorijanske sobe odstranil nepotrebne notranje stene ter uvedel prekrivanje in prepletanje sob ter nivojev s skupnimi prostori s stenami iz stekla in jih imenoval "lahki zasloni." S pomočjo eksperimentiranja je Wright razvil idejo o dolgi, nizki stavbi, ki lebdi nad tlemi in ima horizontalno poudarjeno obliko. Hiša naj bi imela obliko L ali T in osnoven sistem organizacije prostorov. Uporabil je preproste materiale, kot so opeka, in les.
Pozno leta 1909 je zapustil svojo ženo in šest otrok, s katerimi je živel v lastni hiši v Chicagu  ter odpotoval v Evropo z Mamah Borthwick Cheney, nekdanjo stranko kot spremljevalko. V letu 1910 je poskušal premakniti svoje življenje in ustvarjalnost v novo smer. Opustil je preprostost svojih prejšnjih del, kot so vidna v Chicago Midway Gardens in hotelu Imperial v Tokiu (zdaj porušen), kot tudi udobje konvencionalnega družinskega življenja. Po vrnitvi s potovanja leta 1911, je Wright začel graditi dom v Taliesinu, v bližini Spring Green, Wisconsin.
Leta 1914 je Wright, medtem ko je bil v službi v Chicagu, v tragediji izgubil Mamah, dva otroka in več drugih članov gospodinjstva, ko so zažgali njegov dom in atelje v Taliesinu v Wisconsinu. Razočarani Wright je obnovil Taliesin v njihov spomin in ga nato za naslednje desetletje zapustil. 
Po tragediji je svojo arhitekturo preusmeril v bolj trdne in varne oblike. Čeprav je v letih do 1920 izvedel kar nekaj del, se je Wright teoretično preselil v novo smer, ki je bila podlaga za nekaj njegovih največjih del. Med letoma 1922 in 1934 je imel Wright zelo malo dela. Zgradil je štiri betonske bloke v Los Angelesu (1923-24) in še pred zlomom borze projektiral luksuzen hotelski kompleks v Phoenixu.
Leta 1932 je Wright skupaj s svojo tretjo ženo Olgivanno ustanovil šolo za arhitekturo "Taliesin Fellowship". Začel je kampanjo za Broadacre City, utopično mesto prihodnosti, kjer bi vsaka družina (hiša) imela vsaj en ar zemlje. 
Štiri leta kasneje je zasnoval in izdelal zgradbo imenovano Fallingwater house, podeželsko hišo Edgarja Kaufmanna v Pensilvaniji in upravno stavbo oz. raziskovalni stolp za firmo S.C Johnson & Son v Racine, Wisconsin. Ta dva objekta sta omogočila ponoven zagon Wrightove kariere in rednega dotoka naročil, zlasti za stanovanja nižjih in srednjih slojev prebivalstva. Wright se je v letih 1940 do 1950 odzval s tipom hiše Usonian house, ki jo je razvil na osnovi hiše v stilu Prairie. Hiša je imela integriran sevalno ogrevalni sistem in več novih elementov gradnje (sendvič zidovi, ki so vsebovali plasti lesa, vezana jedra in gradbeni papir). Usonian hiše so imele najpogosteje ravne strehe in so bile večinoma zgrajene brez kletnih prostorov in podstrešij.
V zadnjem obdobju svojega življenja je Wright izdelal široko paleto zgradb. Posebej pomemben je bil kompleks zgradb Taliesin West zgrajen v Phoenixu v Arizoni. Leta 1943 je v svojih poznih 70-ih, prevzel najbolj zahteven projekt, zgradbo muzeja Solomon R. Guggenheima. Projekt je zamenjal dva direktorja in zahteval šest polnih kompletov delovnih risb, preden je bil trinajst let kasneje, leta 1956, zgrajen. Muzej je bil odprt v oktobru leta 1959, šest mesecev po Wrightovi smrti.
Umrl je v Taliesin West leta 1959.

## Delo
Frank Lloyd Wright je bil eden največjih arhitekturnih pionirjev dvajsetega stoletja in je utrl poti izzivom ljudi in tehnologiji. V sedemdesetih letih, kolikor je posvetil arhitekturi, je izdelal več kot 1.100 projektov, od katerih je bila skoraj polovica tudi realizirana. To so bile vladne in poslovne zgradbe, hoteli, apartmajske stolpnice, rekreativni kompleksi, muzeji, verske hiše, rezidence za bogataše in tiste revnejše, dekorativni predmeti, pohištvo, svetila, tekstil in umetniško steklo. Napisal je tudi 20 knjig in mnogo člankov o arhitekturi ter predaval v ZDA in Evropi.
Njegova naloga je bila ustvariti resnično ameriško arhitekturo, primerno za svobodne državljane, ki bi odražala demokratične vrednote te velike države, v katero je tako trdno verjel. Pri ustvarjanju, ki ga je imenoval "Arhitektura za demokracijo," je na novo ustvaril koncept prostora, da bi navadnemu človeku ponudil priložnost, da živi in raste v negovanem okolju, fizično in duhovno povezan z naravo.
Njegov genij pa ni bil omejen le na Ameriko. V času svojega življenja je bil Frank Lloyd Wright počaščen v Belgiji, Braziliji, na Kubi, Finskem, v Nemčiji, Veliki Britaniji, Italiji, na Japonskem, v Mehiki, na Švedskem, v Švici, Urugvaju in Walesu ter seveda v Ameriki, kjer je postal častni član številnih univerz, tudi Princetona in Yale in njegove domače, Univerze Wisconsina-Madison.

## Časti
Frank Lloyd Wright je prejel zlato medaljo The Royal Institute of British Architects (RIBA) leta 1941 in zlato medaljo American Institute of Architects (AIA) leta 1949.
Čast so mu izkazovali tudi posthumno. V zadnjih petdesetih letih je bilo napisanih na stotine knjig in člankov o različnih pogledih v arhitekturi in o njegovem delu. V Evropi, na Japonskem in v ZDA so bile postavljene razne razstave. In kar je morda najpomembnejše, dosežen je bil velik napredek tako v javnem kot v zasebnem sektorju pri reševanju Wrightovih stavb pred uničenjem ali načrtovanim rušenjem ali vsiljevanjem poslabšanja z adaptacijami.
Leta 1991 je Ameriški inštitut za arhitekturo imenoval Wrighta za največjega ameriškega arhitekta vseh časov in Architectural Record je objavila seznam sto najpomembnejših stavb dvajsetega stoletja. Na tem seznamu je dvanajst zgradb Franka Lloyda Wrighta, vključno Fallingwater, Robie house, upravna stavba S.C Johnson & Son, Guggenheim, Taliesin in Taliesin West, Jacobs House in porušene Larkin in Imperial Hotel. Leta 2000 je AIA izbral svojih deset najljubših stavb dvajsetega stoletja, med njimi so tudi Fallingwater, Robie house, Guggenheimov muzej in zgradba Johnson & Son. Na tem seznamu je bil Wright navedenen skupaj z mnogimi drugimi največjimi arhitekt kot Eero Saarinen, I.M. Pei, Louis Kahn, Philip Johnson in Ludwig Mies van der Rohe.
Te časti pričajo o Wrightovi lastni presoji svojega dela zapisanega leta 1953: "Dobro vem, da se v mojih stavbah jasno vidi ne samo duha in trend časa v katerem so nastale, ampak vsebujejo in harmonizirajo materiale, pripomočke in oblike svobodnega življenjskega ideala v mojem času. Zato vem, da je to delo za vse večne čase. "
Leta 1966 je United States Postal Service počastil Wrighta s serijo poštnih znamk za 2¢. Številne Wrightove stavbe so ZDA predlagale na Unescov seznam dediščine.

## Dela (izbor)
- Boomer Residence, Phoenix, Arizona, 1953
- Coonley House, Riverside, Illinois, 1908
- D. D. Martin House, Buffalo, New York, 1904
- Ennis House, Los Angeles, California, 1923
- Fallingwater, Ohiopyle, (Bear Run), Pennsylvania, 1934 , 1938, 1948
- Muzej Solomona R. Guggenheima,  New York, New York, 1956 to 1959
- Hanna Residence, Palo Alto, California, 1936
- Imperial Hotel, Tokyo, Japan, 1916 to 1922
- Jacobs House, Madison, Wisconsin, 1936
- Jacobs House, Middleton, the Solar Hemicycle, Middleton, Wisconsin, 1944
- Johnson Wax Building, Racine, Wisconsin, 1936 to 1939
- Larkin Building, Buffalo, New York, 1904 , demolished 1950
- Marin Civic Center, San Rafael, California, 1957
- Mrs. G. M. Millard House, Pasadena, California, 1923
- Pfeiffer Chapel, Lakeland, Florida, 1938
- Price Residence, Paradise Valley, Arizona, 1954
- Price Tower, Bartlesville, Oklahoma, 1952 to 1956
- Robie Residence, Chicago, Illinois, 1909
- Rosenbaum House, Florence, Alabama, 1939
- Storer Residence, Los Angeles, California, 1923
- Taliesin, Spring Green, Wisconsin, 1911 and 1925
- Taliesin West, Scottsdale, Arizona, 1937 onward
- Wingspread, Wind Point, Wisconsin, 1937
- Unitarian Meeting House, Madison, Wisconsin, 1947 to 1951
- Unity Temple, Oak Park, Illinois, 1906
- W. E. Martin House, Oak Park, Illinois, 1903
- Walker Residence, Carmel, California, 1948
- Ward Willits House, Highland Park, Illinois, 1902
- Zimmerman House, Manchester, New Hampshire, 1950

## Guggenheimov muzej
Muzej, ki ga je leta 1937 ustanovil ameriški podjetnik in zbiralec umetnin Solomon R. Guggenheim, je posvečen moderni umetnosti in se je sprva imenoval The Museum of Non-Objective Painting. Nastal je zato, da bi dobila svoj prostor avantgardna umetnost prvih modernih umetnikov, kot sta Wassily Kandinsky in Piet Mondrian. Nahaja se na Peti aveniji v New Yorku (ZDA), s pogledom na Centralni Park. Muzej u New Yorku je bil prvi od mnogih Guggenheimovih muzejev, ki jih je ta rodbina ustanovila širom po svetu. Ostali so: Zbirka Peggy Guggenheim v Benetkah (Italija), Deutsche Guggenheim u Berlinu, Guggenheimov muzej Bilbao v Bilbau (Španija), Guggenheim Ermitaž v Las Vegasu (ZDA), Guggenheim Guadalajara v Guadalajari v Mehiki in dr.
Cilindrično spiralno, armiranobetonsko zgradbo (obrnjen Zigurat - stopničasto piramidasti tempelj babilonskega izvora) je Frank Lloyd Wright projektiral v letu 1943. Wright je združil komplicirano naravno obliko Grand Canyona z domačijsko arhitekturo Navajo indijancev. Sam je dejal, da je načrtoval „hram duha”. Muzej temelji na principih skladnosti z okoljem, v tem primeru z urbano strukturo velemesta. V notranjosti zavita stopnišča sledijo spiralni zasnovi navzgor. Obiskovalce pripelje do vrha dvigalo, potem se peš spuščajo po zavitem stopnišču in spotoma ogledujejo slike. Galerije so razdeljene tako kot olupek agruma, z dostopom do soodvisnih delov. Odprta rotunda daje gledalcem edinstveno možnost ogleda več delov hkrati na različnih nivojih. Zasnova spirale spominja tudi na lupino Nautilusa, s prostori, ki prosto tečejo eden v drugega. 
Zgradba je bila arhitektovo zadnje delo, saj je arhitekt umrl šest mesecev pred otvoritvijo 21. septembra 1959., odprta pa je bila tudi deset let po smrti Solomona R. Guggenheima.
Zgradba je doživela večjo obnovo in razširitev v letih od 1992-93. (tedaj je bil zgrajen stolp) in od leta 2005.-08. 